# Bande à part (magazine)
Pour les articles homonymes, voir Bande à part.
Bande à part est le premier magazine mensuel de cinéma crée en 2013 conçu pour tablette tactile en France.

## Historique
En 2013, Bande à part est le premier magazine de cinéma conçu spécialement pour les tablettes en France. Contrairement aux simples versions PDF de magazines papier ou aux adaptations de sites web existants, le magazine joue avec la mise en forme et la présentation des contenus, tout en offrant un mode de navigation tactile adaptable à différentes façons de lire. En 2010, l'iPad d'Apple a déjà secoué le monde des nouvelles technologies. S'inspirant de cette tendance, Anne-Claire Cieutat et Fouzi Louahem créent un magazine exploitant les graphismes des tablettes pour une approche cinématographique originale, rompant avec la critique traditionnelle. Le titre de ce magazine est directement inspiré de la séquence de la traversée du Louvre dans le film homonyme de Jean-Luc Godard (1964).

## Publications
Il fait partie des 55 sites utilisés pour la notation des films sur Allociné dans la rubrique critique de presse.

## Rédaction

### Comité de rédaction
Composition de l'équipe en 2024 :
- Benoit Basirico
- Olivier Bombarda
- Pierre Charpilloz
- Anne-Claire Cieutat
- Michel Cieutat
- Mary Noelle Dana
- Isabelle Danel
- Jo Fishley
- Zoé Guilbon
- Laurent Koffel
- Timothée Lestradet
- Nadia Meflah
- Brigitte Merly
- Victor Nardin
- Léo Ortuno
- Olivier Pélisson
- Emmanuel Raspiengeas
- Hélène Robert
- Hava Sarfati
- Claire Steinlen
- François-Xavier Taboni
- Jenny Ulrich
- Yann Vidal

## Distinctions
- Digital Magazine Awards 2013 : Prix du « Meilleur nouveau magazine »[5].
- Digital Magazine Awards 2014 : Prix du « Meilleur magazine de cinéma, TV et divertissement »[6].